# DENIS 0255-4700
DENIS 0255-4700 är en ensam stjärna i den södra delen av stjärnbilden Eridanus. Den har en skenbar magnitud av ca 22,9 och kräver ett stort teleskop för att kunna observeras.  Baserat på parallax enligt Gaia Data Release 3 på ca 205,4 mas, beräknas den befinna sig på ett avstånd på ca 15,9 ljusår (ca 4,9 parsek) från solen.

## Nomenklatur och historik
DENIS 0255−4700 identifierades 1999 för första gången som ett troligt närliggande objekt. Dess närhet till solsystemet fastställdes 2006 av RECONS-gruppen när dess trigonometriska parallax mättes. Den är den närmaste isolerade bruna dvärgen av spektraltyp L (inga oupptäckta L-dvärgar förväntas vara närmare), och på andra plats i avstånd från solen efter dubbelstjärnan Luhman 16.

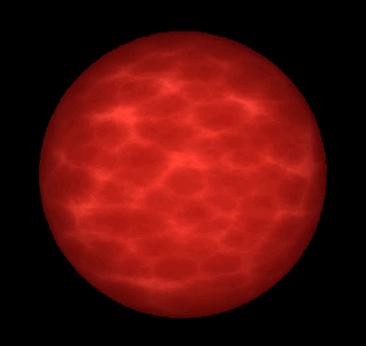
Konstnärens intryck av en L-dvärg.

## Egenskaper
DENIS 0255-4700 är en extremt svag brun dvärg av spektralklass L8/L9 och den svagaste bruna dvärgen (med den absoluta magnituden MV = 24,44) som har uppmätts till synlig magnitud. Den har en massa som är 0,025 - 0,065 solmassa, en radie som är 0,08 - 0,1 solradie och har ca 0,0000154 gånger solens utstrålning av energi från dess fotosfär vid en effektiv temperatur av ca 1 300 K. Dess atmosfär innehåller förutom väte och helium även vattenånga, metan och eventuellt ammoniak.
Den bruna dvärgen roterar snabbt med en period på 1,7 timmar och dess rotationsaxel lutar 40 grader från siktlinjen. Den har en relativt liten tangentiell hastighet på 27,0 ± 0,5 km/s.